# Giovanni Battista Lampi
Giovanni Battista Lampi, detto il Vecchio (Romeno, 31 dicembre 1751 – Vienna, 11 febbraio 1830), è stato un pittore italiano.

## Biografia

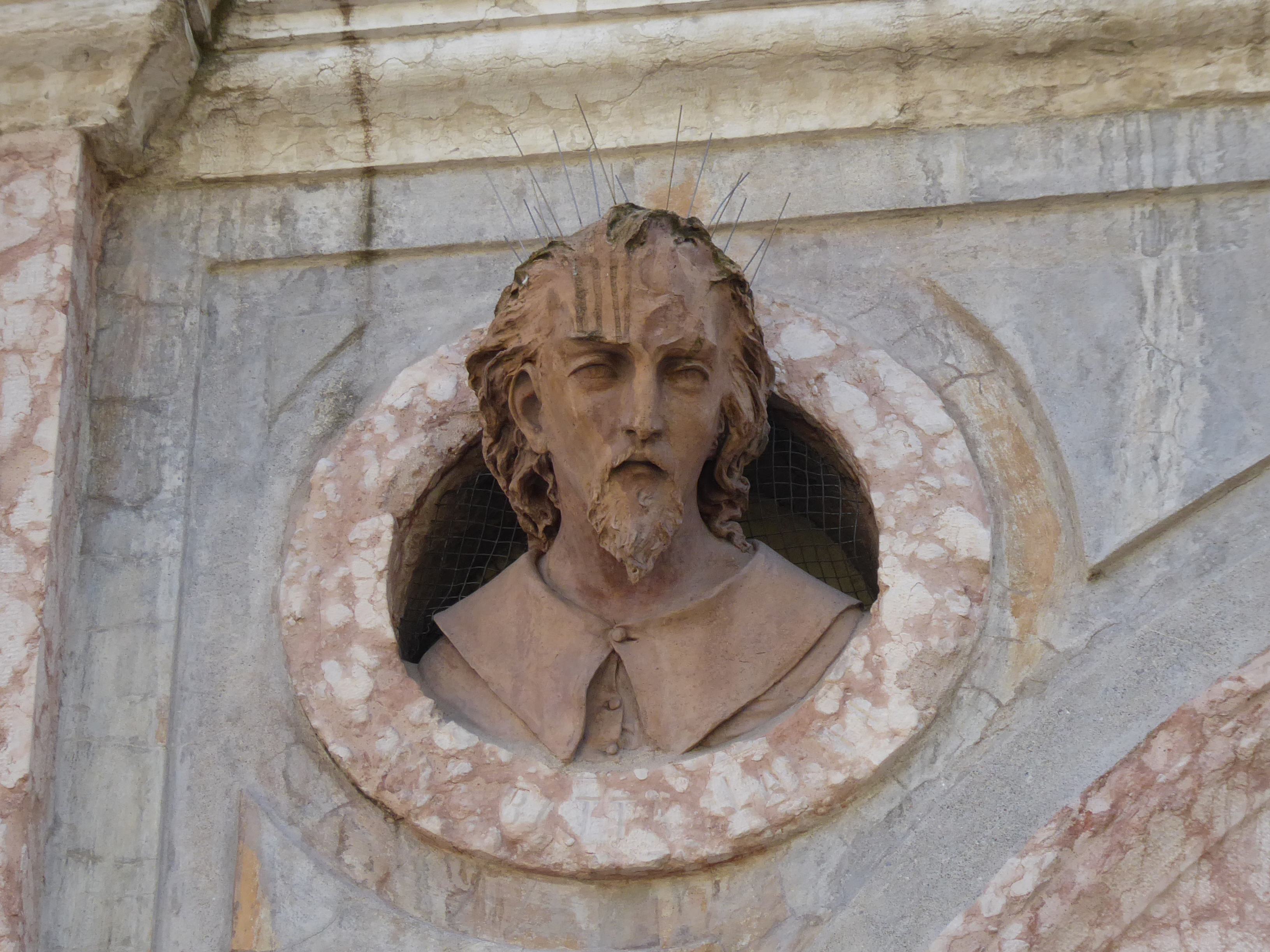
Busto di Giovanni Battista Lampi, Palazzo Ranzi (Trento)

Nacque il 31 dicembre 1751 a Romeno, nell'allora principato vescovile trentino. Ultimo dei quattordici figli di Mattia Lampi, anch'egli pittore originario della Val Pusteria, imparò i primi rudimenti della pittura dal padre e dal cugino Pietro Antonio Lorenzoni, che seguì a Salisburgo nel 1768 per due anni dove seguì i pittori Franz Xaver König (1711-1782), ritrattista della locale corte e Franz Nikolaus Streicher (1736/38-1811). A vent'anni tornò a Romeno, per poi spostarsi nel 1772 a Verona dove ebbe contatti con gli allievi di Giambettino Cignaroli e fu allievo di Francesco Lorenzi. Dipinse ritratti e pale a Trento, nel suo studio sito nel palazzo Travaglia (oggi de Maffei, in Via Rodolfo Belenzani). Nel 1779 soggiornò a Rovereto, dove realizzò i ritratti delle famiglie locali Festi e Lodron. Di questo periodo è uno dei suoi capolavori: il ritratto del vescovo di Nepi e Sutri Girolamo Luigi Crivelli. La morte del padre, nel 1780, spinse il pittore a spostarsi a Innsbruck.
Si trasferì quindi in Austria, dove nel 1781 eseguì il ritratto dell'arciduchessa Maria Elisabetta d'Asburgo-Lorena, sorella di Giuseppe II, che lo fece entrare nelle grazie della corte. Fu così chiamato a Klagenfurt dall'arciduchessa Maria Anna d'Asburgo-Lorena, per giungere infine a Vienna nel 1783. Pochi anni dopo, divenuto oramai uno dei pittori più in vista della capitale, Giuseppe II lo nominò professore all'Accademia.

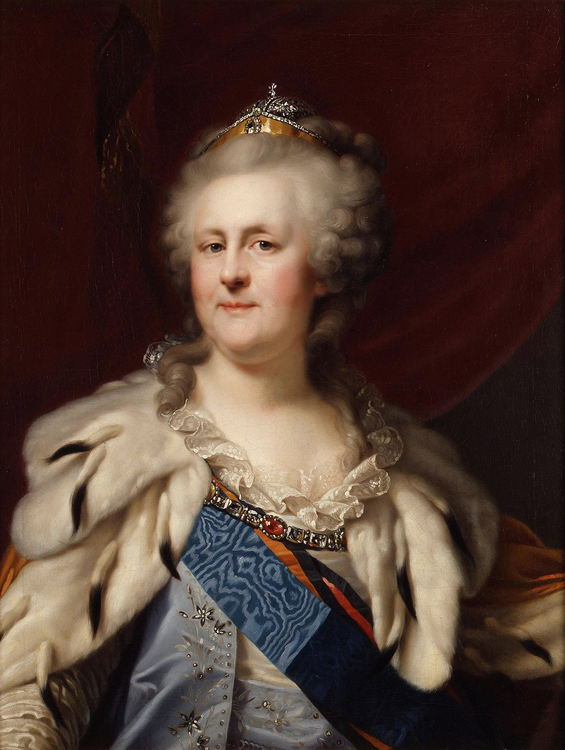
Ritratto della zarina Caterina II. Deutsches Historisches Museum

Oramai famoso, venne chiamato anche alle corti di Stanisław Poniatowski e di Caterina II.
Lampi arrivò a San Pietroburgo nel 1791, su invito del segretario di Caterina II, il generale Vasilij Popov, che aveva avuto modo di conoscerlo ed apprezzarlo a Varsavia. La protezione della grande Caterina, da lui ritratta più volte, procurò al maestro molti importanti incarichi, tanto che in Russia si trattenne per più di sei anni, fino alla morte dell'imperatrice. Durante la sua permanenza in Russia dipinse una serie di tele, unanimemente considerate tra i capolavori della ritrattistica europea di fine secolo.
Rientrato a Vienna, fu nominato Cavaliere dell'Impero e gli fu conferito un titolo nobiliare.
All'ultimo periodo, trascorso a Vienna, appartengono ritratti ufficiali (A. Canova, 1806, Vienna, Österreichische Galerie), ma anche immagini più intense, legate all'ambiente familiare (G. Battista Lampi junior con il nipote, Innsbruck, Museo Ferdinandeum). Con l'Autoritratto del 1828 (Vienna, Österreichische Galerie) termina la sua fortunata attività artistica che fa di Lampi il più importante ed acuto ritrattista neoclassico.
I suoi dipinti sono caratterizzati dall'espressività dei volti, dalla luminosità dei tratti, dallo splendore degli abiti e dalla minuzia dei dettagli e morbidezza cromatica.
Ritrasse i personaggi più importanti della sua epoca, come la zarina Caterina II di Russia, gli imperatori d'Austria Giuseppe II e Francesco II, l'arciduchessa Maria Anna, il conte Stanisław Potocki, il barone Giovanni Alessandro Brambilla di Carpiano, il conte Giulio Renato Litta, lo scultore Antonio Canova, la principessa Julia Lubomirska e Amalia Potocka con la figlia.
Nel 1828 donò all'imperatore la sua ultima opera, l'Autoritratto al cavalletto, ora conservato alla Galleria del Castello del Belvedere di Vienna. Morì a Vienna l'11 febbraio 1830. La sua eredità artistica fu raccolta dai due figli: Giovanni Battista junior (Trento, 1775 – Vienna, 1837) e Francesco (Klagenfurt, 1782 – Varsavia, 1852). La sua tomba è ancora presente al Zentralfriedhof di Vienna.
Suoi dipinti sono conservati in molti musei, tra questi: Kunsthistorisches Museum, Museo Castello del Belvedere - Vienna; Galleria Palatina ed Appartamenti Reali (Palazzo Pitti) - Firenze; Museo del Louvre - Parigi; Museo dell'Ermitage - San Pietroburgo; National Gallery of Denmark - Copenaghen; National Gallery of Scotland - Edimburgo; Museo Nazionale - Varsavia; Museo Castello del Buonconsiglio - Trento; Museo di belle arti  - Budapest; Galleria civica - Bolzano; The Morgan Library & Museum - New York; Ferdinandeum - Innsbruck; Deutsches Historisches Museum - Berlino.

## Opere
- Incoronazione di Maria, Quattro dottori della Chiesa, 1773, tempera su muro, affreschi della volta del presbiterio della chiesa di Santa Maria Assunta a Romeno[3]
- Ritratto del principe vescovo Cristoforo Sizzo de Noris, 1773, olio su tela, Museo diocesano tridentino a Trento[4]
- Ritratti di membri delle famiglie Spaur, Arsio e Khuen (da Castel Belasi)[5]:
  - Ritratto di Romedio Spaur di Unter-Valer, Castel Auer a Ora
  - Ritratto di Giuseppina Massenza Spaur
  - Ritratto di Isabella Spaur
  - Ritratto di Giuseppina Massenza Spaur, Castel Englar ad Appiano sulla Strada del Vino
  - Ritratto di Marianna d'Arsio e Vasio, Castello del Buonconsiglio a Trento
  - Ritratto di Valerio Spaur
  - Ritratto di Elisabetta e Teresa Spaur
  - Ritratto di Margherita Spaur
- Ritratto di Bernardino Turco de Trent Turcati, ottavo decennio del Settecento, olio su tela, 86,5 x 66,5 cm, collezione privata[4]
- San Francesco di Sales, 1775, olio su tela, 250 x 130 cm, chiesa della Beata Vergine del Suffragio a Trento
- Madonna con Gesù Bambino in gloria e i Ss. martiri anauniesi, 1775, olio su tela, 210 x 120 cm, pala dell'altare maggiore della Basilica dei Santi Martiri a Sanzeno[6]
- Pala di Santa Maria Maddalena, 1776, olio su tela, 285 x 130 cm, pala dell'altare maggiore della chiesa di Santa Maria Maddalena a Cavareno
- Ritratto del principe vescovo di Trento Pietro Vigilio Thun, 1776, olio su tela, Castel Thun a Vigo di Ton. Si tratta del primo ritratto del neoeletto principe vescovo Pietro Vigilio Thun, che ebbe numerose repliche e copie in tutta la diocesi. Da segnalare la presenza simbolica di una mosca sull'ermellino del vescovo.[1]
- Ritratto di Pietro Vigilio Thun, 1777, olio su tela, 113 x 90,5 cm, Museo diocesano tridentino a Trento. Copia dell'opera dipinta l'anno precedente
- San Luigi Gonzaga, 1777, olio su tela, 92 x 70 cm, pala del secondo altare laterale sinistro della Chiesa dei Santi Dionisio, Rustico ed Eleuterio Martiri a Santa Croce del Bleggio
- Ritratto del vescovo di Nepi e Sutri Girolamo Luigi Crivelli, 1779, olio su tela, Castello del Buonconsiglio a Trento
- Cristo morto, 1779, olio su tela, 35 x 83 cm, convento di Sant'Antonio a Cles[7]
- Simone de Zinis orante la Madonna in gloria con San Giuseppe presso le anime del Purgatorio, 1781, olio su tela, 166 x 94 cm, chiesa di Santa Maria Maddalena a Cavareno[8]
- Predicazione di Sant'Andrea apostolo, 1781, olio su tela, 329 x 182 cm, pala dell'altare laterale di S. Andrea della chiesa di San Modesto ad Aldeno[9]
- Ritratto dell'arciduchessa Maria Elisabetta d'Asburgo-Lorena, 1781, olio su tela, Theresianisches Damenstift a Innsbruck
- Ritratto di Elisabetta Guglielmina di Württemberg, 1785, olio su tela, 155 x 115 cm, Kunsthistorisches Museum a Vienna
- Ritratto di Stanislao II Augusto, 1788-89, olio su tela, Museo Nazionale (Varsavia)
- Ritratto di Stanisław Szczęsny Potocki con i figli, 1788-90, olio su tela, Museo Nazionale (Varsavia)
- Ritratto di Franciszek Ksawery Branicki con i figli, 1788-89, olio su tela, Museo di Alupka, Crimea
- Ritratto di Jan Potocki, 1788-89, olio su tela, Castello di Łańcut, residenza dei Potocki
- Ritratto di Julia Potocka, 1789, olio su tela, Castello di Łańcut
- Assunzione della Madonna con San Valentino, 1805, olio su tela, 182,5 x 89,5 cm, pala dell'altare laterale sinistro della chiesa di San Valentino a Cagnò. (Attribuita in passato a G. B. Lampi,[10] oggi si propende per l'attribuzione al fiemmese Francesco Antonio Vanzo)[11]
- Ritratto di Antonio Canova davanti alla tomba di Maria Cristina d'Asburgo, 1806, olio su tela, Kunstmuseum Liechtenstein a Vaduz
- Ritratto di Giovanni Battista Lampi junior con uno dei figli, 1810 ca., olio su tela, Ferdinandeum a Innsbruck
- Ritratto di Anton Franz Rollett, 1824, olio su tela, Rollettmuseum a Baden bei Wien. Ritratto del suo medico curante.
- Madonna Assunta con gli Apostoli, 1825, olio su tela, 411 x 226 cm, pala dell'altare maggiore della chiesa di Santa Maria Assunta a Romeno
- Autoritratto al cavalletto, 1828, olio su tela, Castello del Belvedere a Vienna

## Galleria d'immagini

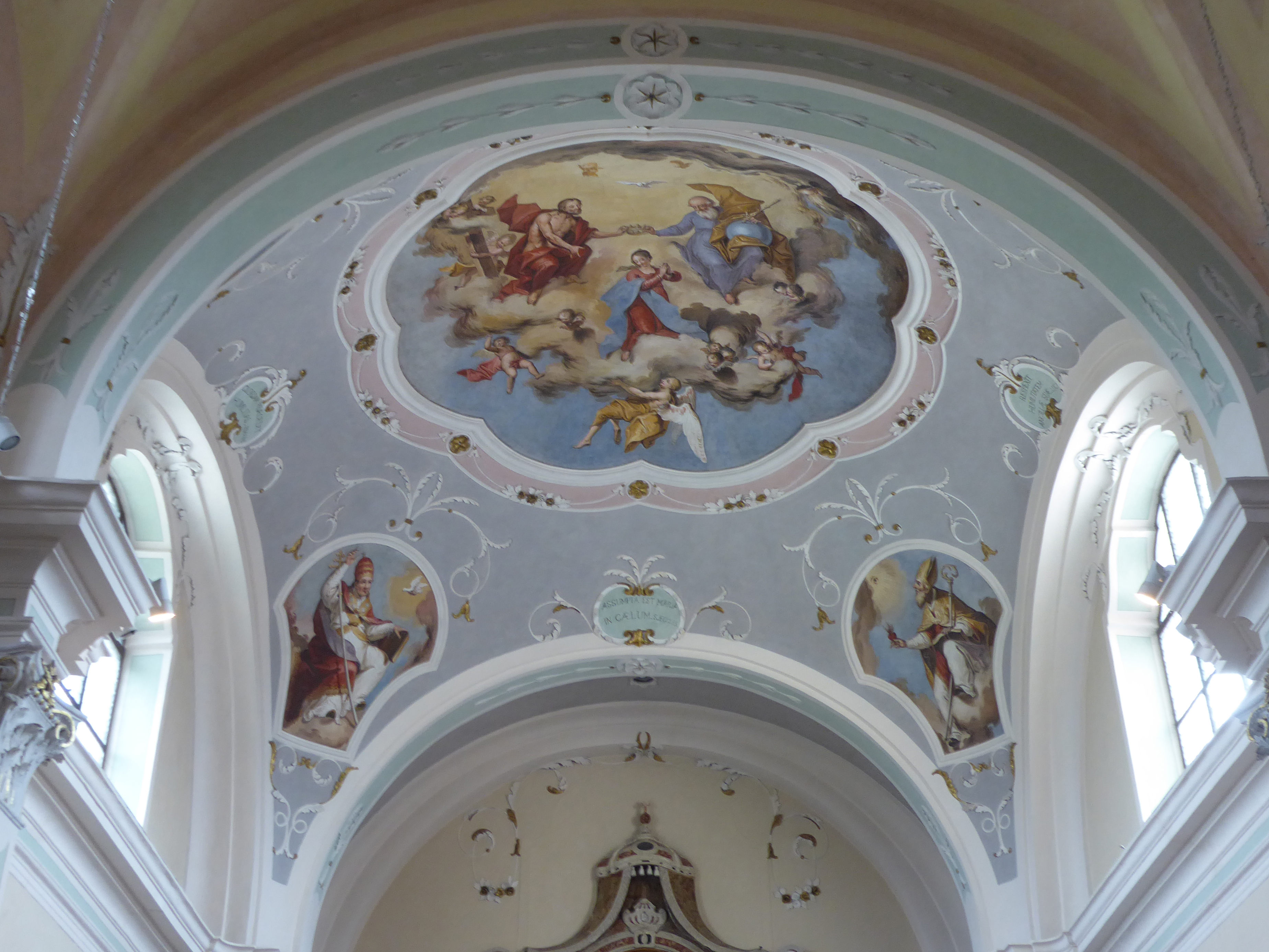
Incoronazione di Maria e Quattro Dottori della Chiesa, 1773, chiesa di Santa Maria Assunta a Romeno
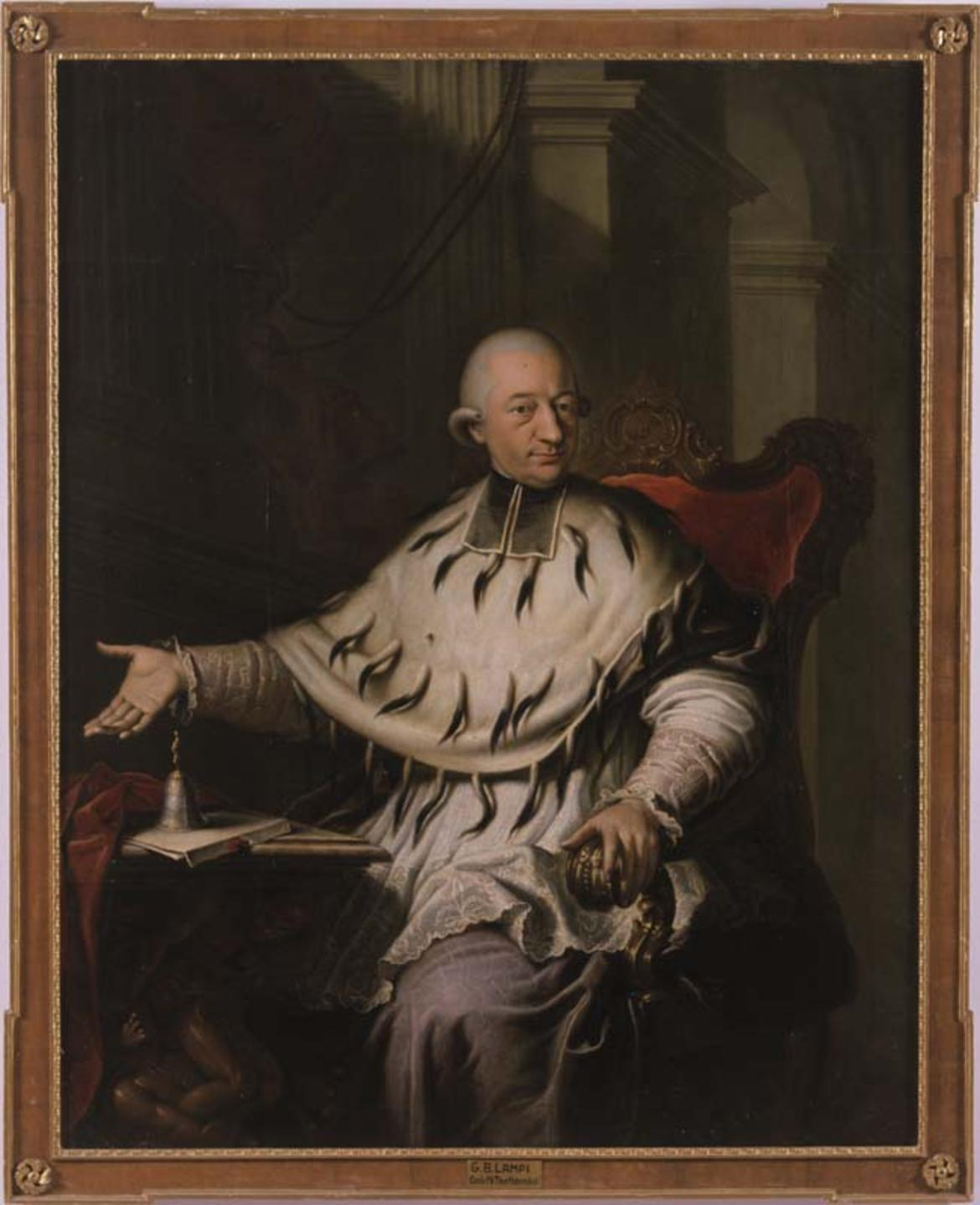
Ritratto di Pietro Vigilio Thun, 1776, Castel Thun a Vigo di Ton
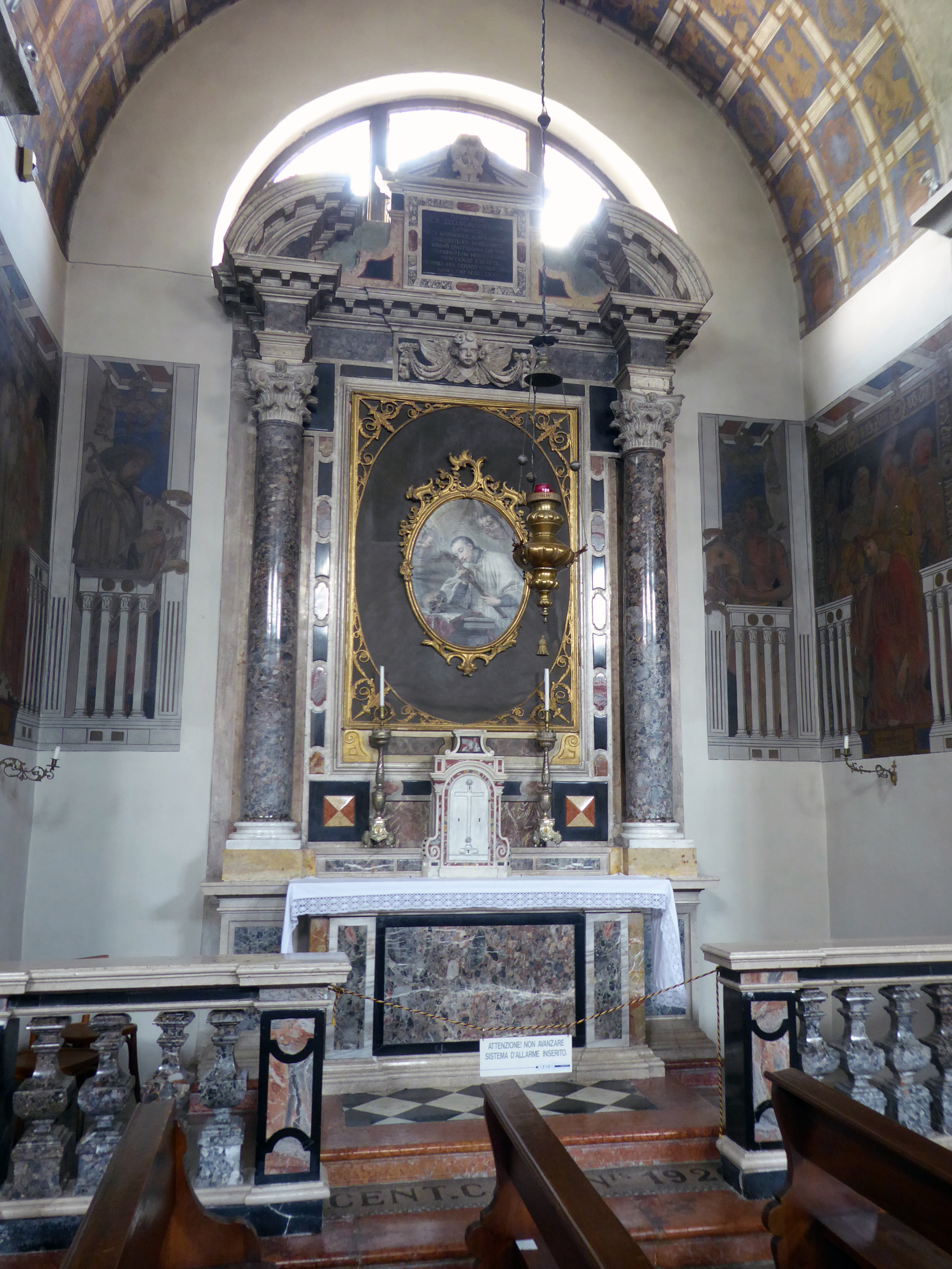
S. Luigi Gonzaga, 1777, Chiesa dei Santi Dionisio, Rustico ed Eleuterio Martiri a Santa Croce del Bleggio
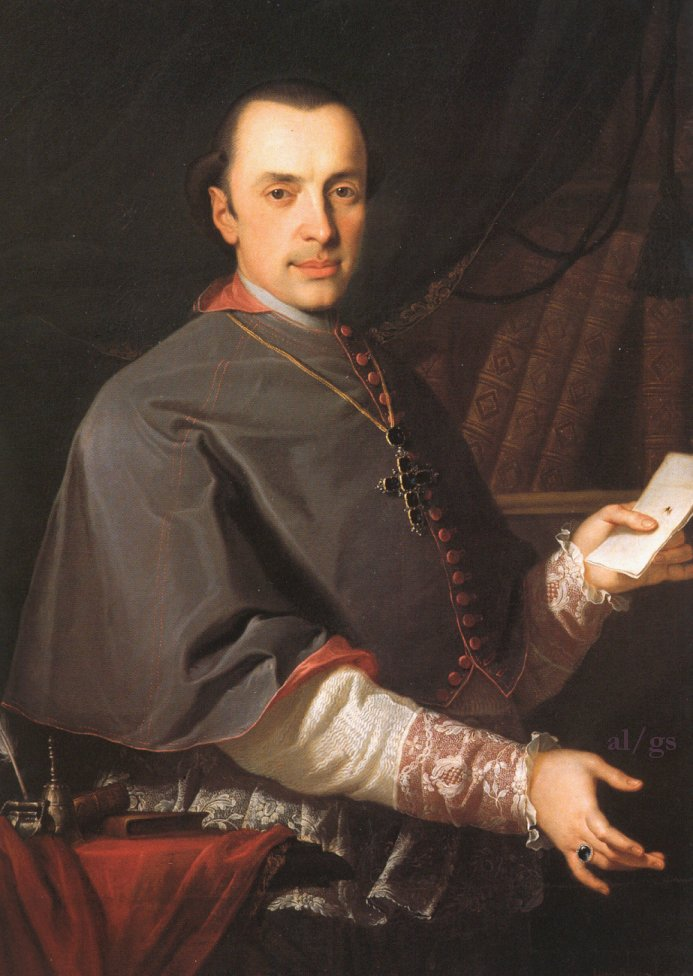
Ritratto di Girolamo Luigi Crivelli, 1779, Castello del Buonconsiglio a Trento
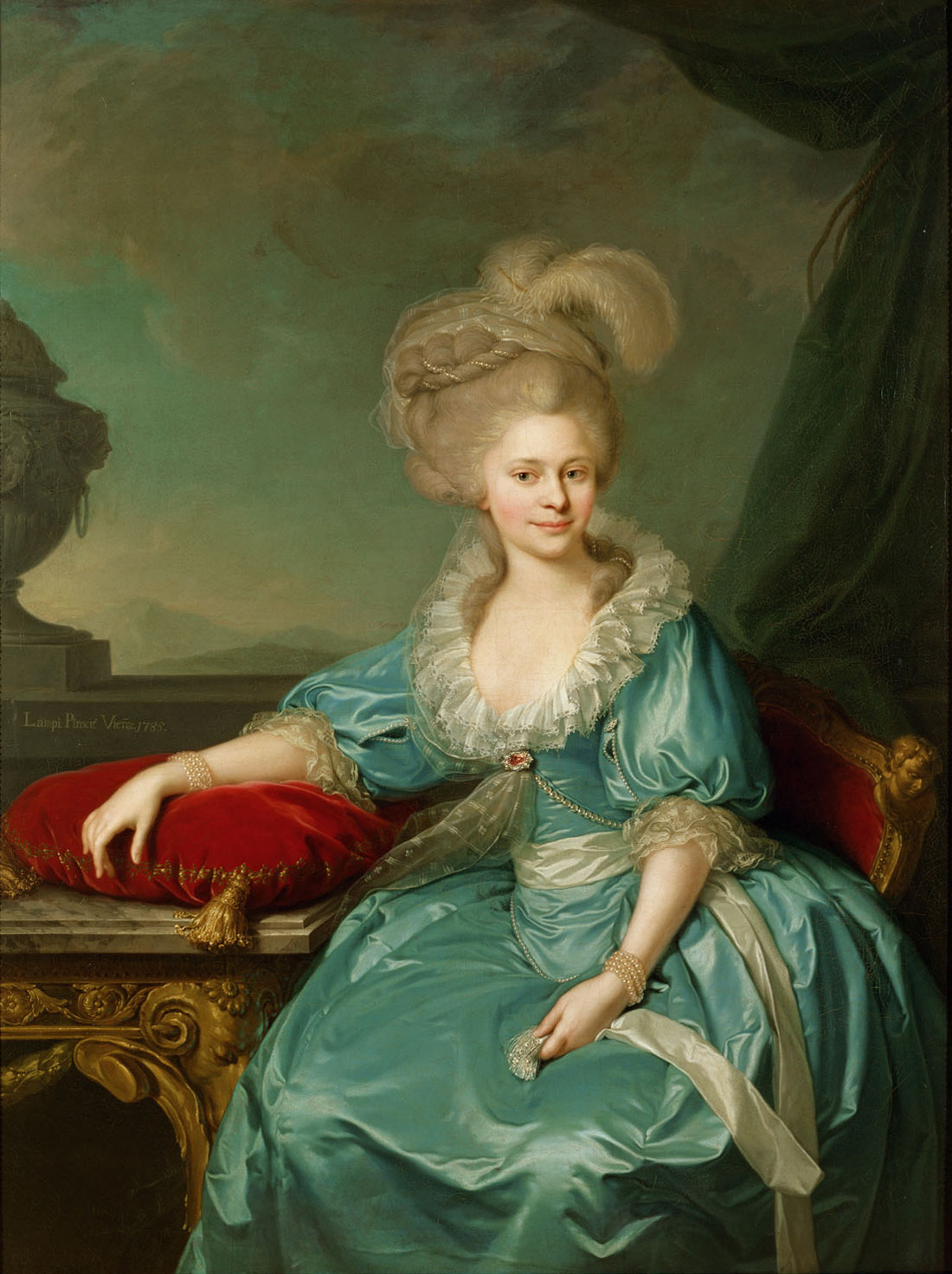
Ritratto di Elisabetta Guglielmina di Württemberg, 1785, Kunsthistorisches Museum a Vienna
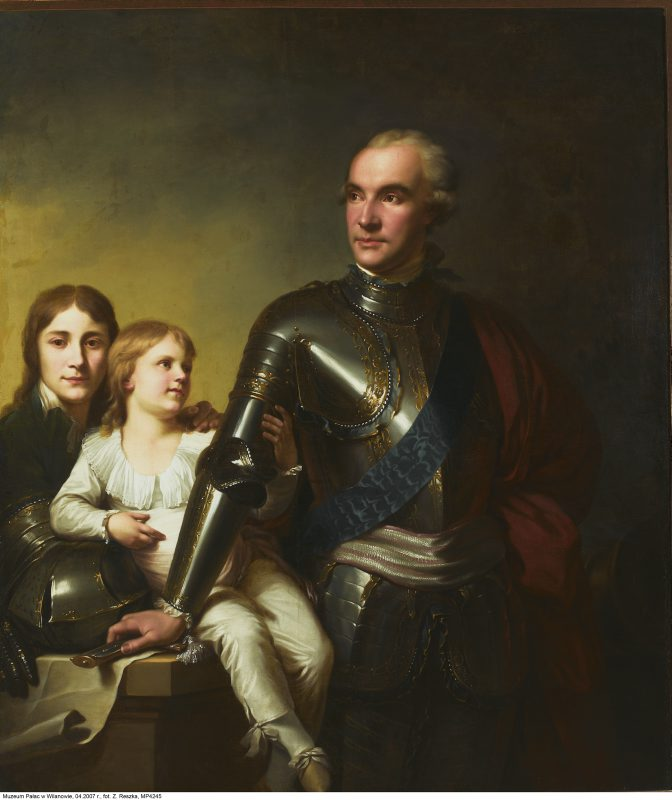
Ritratto di Stanisław Szczęsny Potocki con i figli, 1788-90, Museo Nazionale (Varsavia)
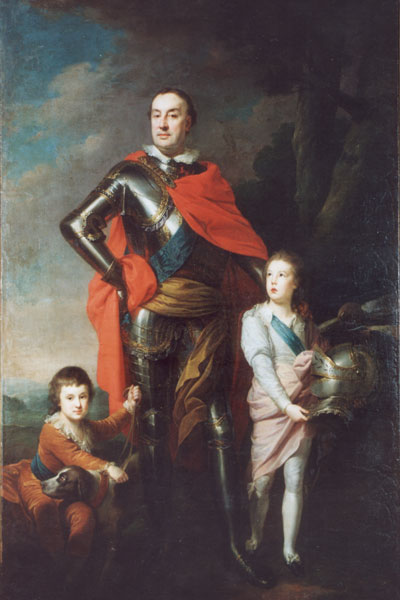
Ritratto di Franciszek Ksawery Branicki con i figli, 1788-89, Alupka (Crimea)
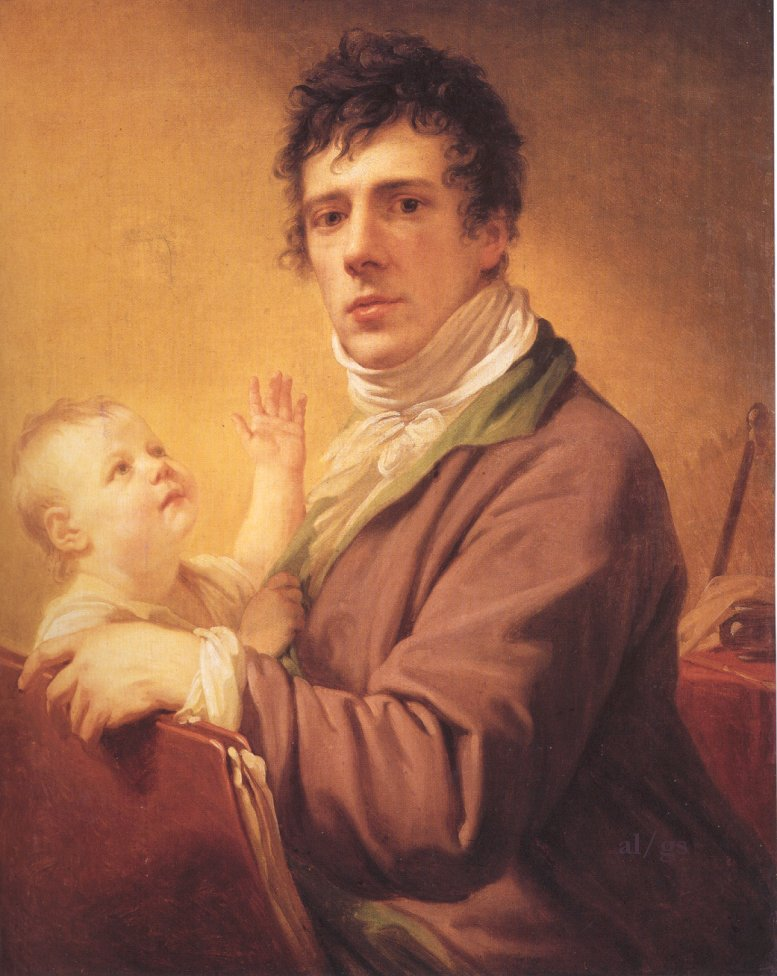
Ritratto di Giovanni Battista Lampi junior con uno dei figli, 1810 ca., Ferdinandeum a Innsbruck
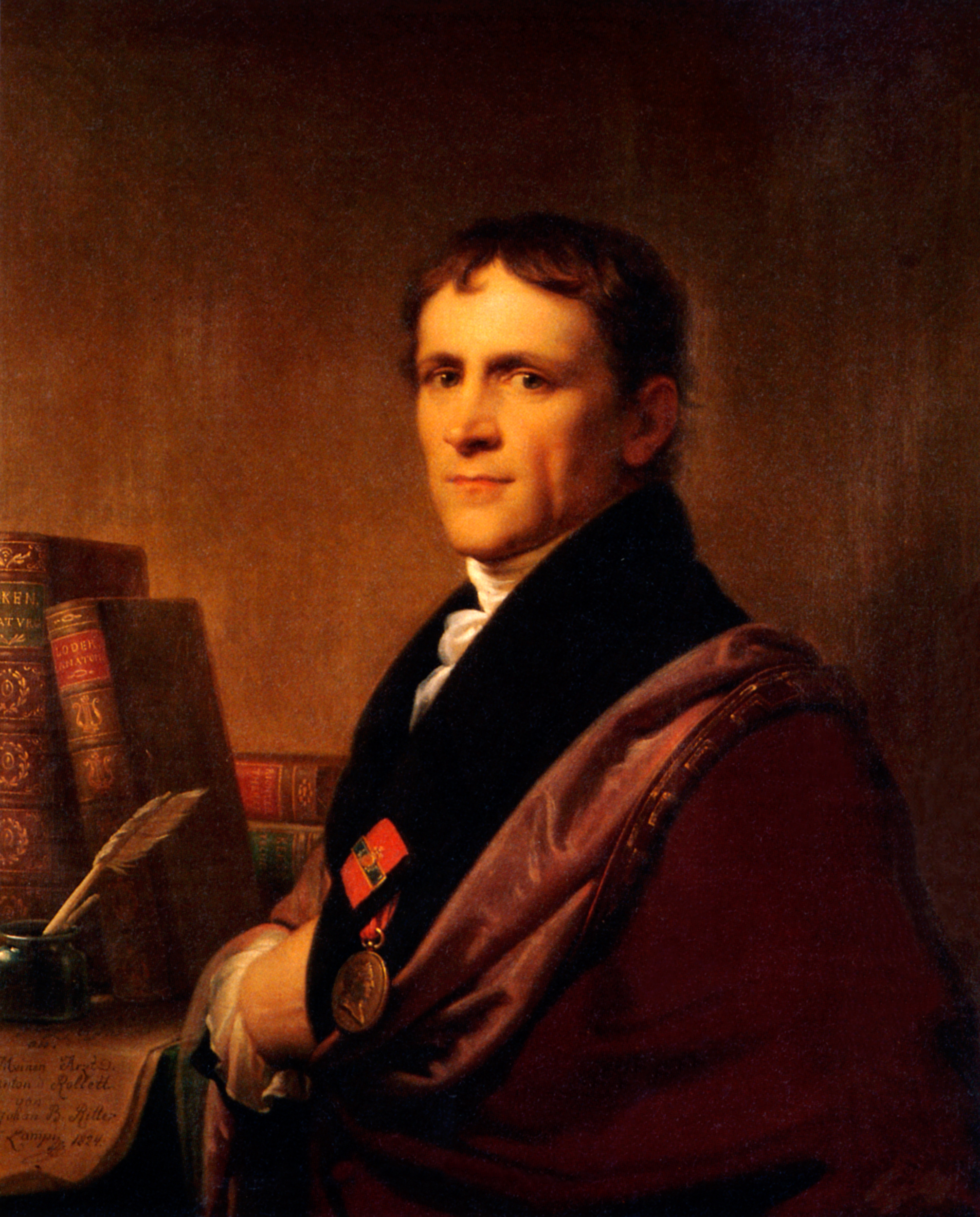
Ritratto di Anton Franz Rollett, 1824, Rollettmuseum a Baden bei Wien
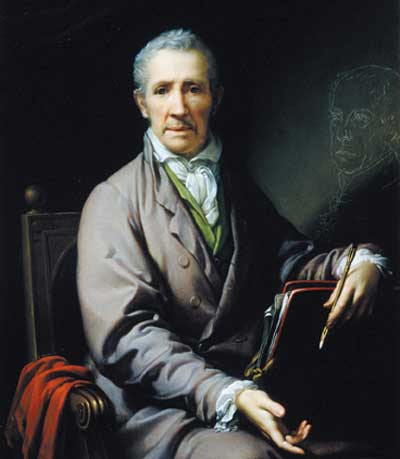
Autoritratto al cavalletto, 1828, Castello del Belvedere a Vienna